# Bathypalaemonella texana
Bathypalaemonella texana is een garnalensoort uit de familie van de Bathypalaemonellidae. De wetenschappelijke naam van de soort is voor het eerst geldig gepubliceerd in 1970 door Pequegnat.